# Paardensport op de Olympische Zomerspelen 2012 – Dressuur

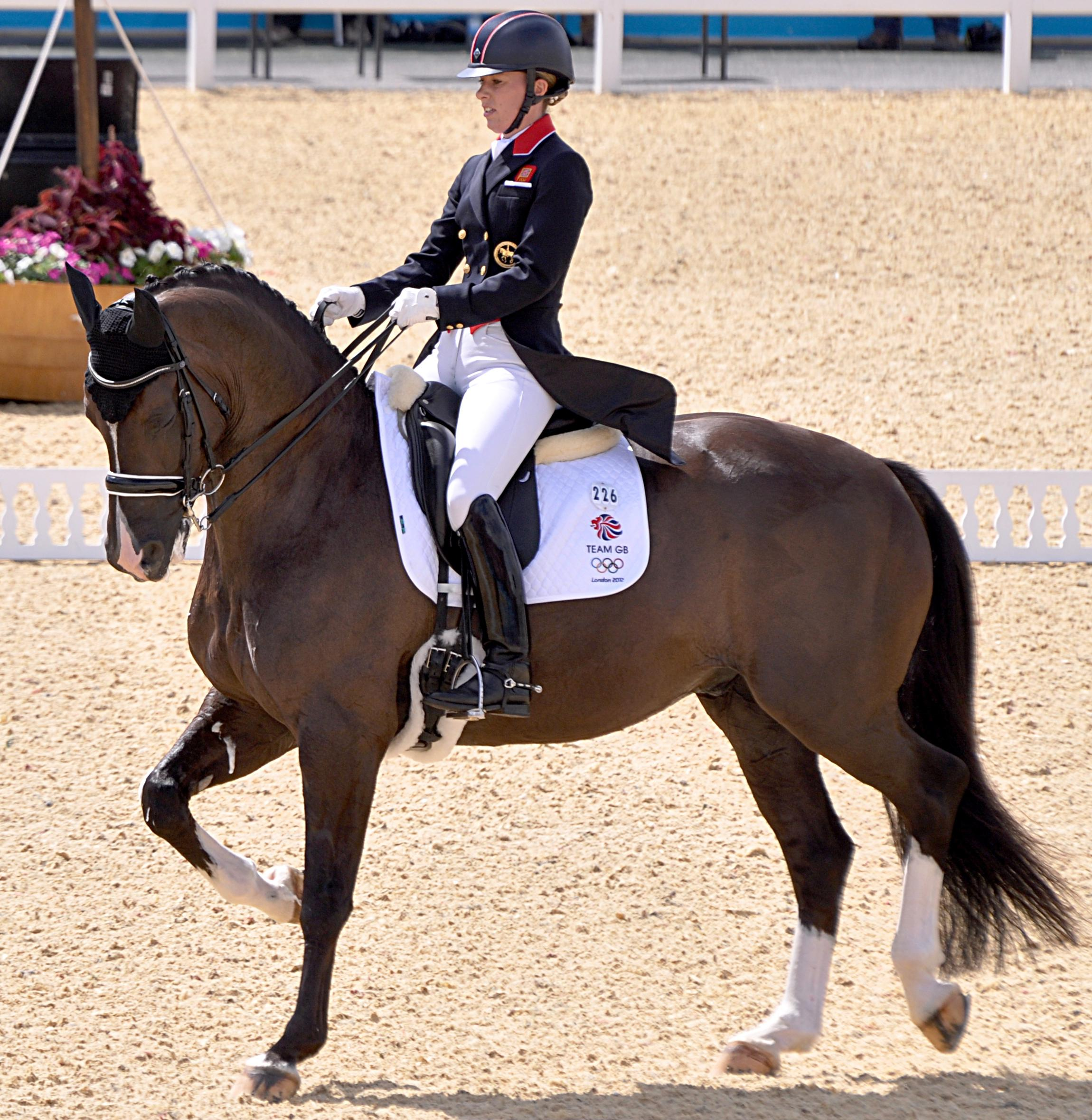
Charlote Dujardin tijdens haar dressuurnummer op de Zomerspelen 2012

De individuele dressuur is een van de onderdelen van de paardensport op de Olympische Zomerspelen 2012. Het vond plaats van 2 tot 9 augustus in Greenwich Park, Oost-Londen. Aan het evenement namen 50 ruiters deel. Titelhouder was de Nederlandse Anky van Grunsven met haar paard Salinero.
Een vijf- of zeskoppige jury beoordeelt elke deelname apart in de Grand Prix, waarbij de ruiters dresseren in een bak van 60 bij 20 meter. Elk onderdeel wordt apart beoordeeld met een cijfer van één (negatief) tot zes (positief). De beste achttien individualisten gaan door naar de Grand Prix Special. De overgebleven ruiters nemen deel aan de finaleronde, de Grand Prix Freestyle, waar op muziek gedresseerd wordt.

## Grand Prix
| Rang   | Naam ruiter                             | Land             | Naam paard         | GP-score          | Rang | GPS-score | Rang | GPF-score |
| ------ | --------------------------------------- | ---------------- | ------------------ | ----------------- | ---- | --------- | ---- | --------- |
| Goud   | Charlotte Dujardin                      | Groot-Brittannië | Valegro            | 83,663            | 1 Q  | 83,286    | 1 Q  | 90,089    |
| Zilver | Adelinde Cornelissen                    | Nederland        | Parzival           | 81,687            | 2 Q  | 81,968    | 2 Q  | 88,196    |
| Brons  | Laura Bechtolsheimer                    | Groot-Brittannië | Mistral Højris     | 76,839            | 7 Q  | 77,794    | 5 Q  | 84,339    |
| 4      | Helen Langehanenberg                    | Duitsland        | Damon Hill         | 81,140            | 3 Q  | 78,937    | 4 Q  | 84,303    |
| 5      | Carl Hester                             | Groot-Brittannië | Uthopia            | 77,720            | 5 Q  | 80,571    | 3 Q  | 82,857    |
| 6      | Anky van Grunsven                       | Nederland        | Salinero           | 73,343            | 16 Q | 74,794    | 12 Q | 82,000    |
| 7      | Dorothee Schneider                      | Duitsland        | Diva Royal         | 76,277            | 8 Q  | 77,571    | 6 Q  | 81,661    |
| 8      | Kristina Sprehe                         | Duitsland        | Desperados         | 79,119            | 4 Q  | 76,254    | =7 Q | 81,375    |
| 9      | Edward Gal                              | Nederland        | Undercover         | 75,395            | 11 Q | 75,556    | 10 Q | 80,267    |
| 10     | Juan Manuel Muñoz                       | Spanje           | Fuego              | 75,608            | 10 Q | 75,476    | 11 Q | 79,321    |
| 11     | Tinna Vilhelmson Silfven                | Zweden           | Don Auriello       | 74,271            | 14 Q | 74,063    | 15 Q | 79,286    |
| 12     | Nathalie zu Sayn-Wittgenstein-Berleburg | Denemarken       | Digby              | 74,924            | 13 Q | 75,730    | 9 Q  | 79,089    |
| 13     | Victoria Max-Theurer                    | Oostenrijk       | Augustin           | 73,267            | 17 Q | 73,619    | 17 Q | 79,053    |
| 14     | Patrik Kittel                           | Zweden           | Scandic            | 74,073            | 15 Q | 74,079    | 14 Q | 78,732    |
| 15     | Valentina Truppa                        | Italië           | Eremo del Castegno | 75,790            | 9 Q  | 73,127    | 18 Q | 78,214    |
| 16     | Goncalo Carvalho                        | Portugal         | Rubi               | 71,520            | 22 Q | 74,222    | 13 Q | 77,607    |
| 17     | Steffen Peters                          | Verenigde Staten | Ravel              | 77,705            | 6 Q  | 76,254    | =7 Q | 77,286    |
| 18     | Anna Kasprzak                           | Denemarken       | Donnperignon       | 75,289            | 12 Q | 73,794    | 16 Q | 76,446    |
|        | Anabel Balkenhol                        | Duitsland        | Dablino            | 70,973            | 24 Q | 73,032    | 19   |           |
|        | Minna Telde                             | Zweden           | Santana            | 67,477            | 44 Q | 72,270    | 20   |           |
|        | Anne van Olst                           | Denemarken       | Clearwater         | 71,322            | 23 Q | 72,016    | 21   |           |
|        | Emma Kanerva                            | Finland          | Spirit             | 70,395            | 29 Q | 71,889    | 22   |           |
|        | Morgan Barbançon                        | Spanje           | Painted Black      | 72,751            | 19 Q | 71,556    | 23   |           |
|        | Ashley Holzer                           | Canada           | Breaking Dawn      | 71,809            | 20 Q | 71,317    | 24   |           |
|        | Tina Konyot                             | Verenigde Staten | Calecto V          | 70,456            | 27 Q | 70,651    | 25   |           |
|        | Richard Davison                         | Groot-Brittannië | Artemis            | 72,812            | 18 Q | 70,524    | 26   |           |
|        | Claudia Fassaert                        | België           | Donnerfee          | 71,793            | 21 Q | 70,095    | 27   |           |
|        | Jan Ebeling                             | Verenigde Staten | Rafalca            | 70,243            | 30 Q | 69,302    | 28   |           |
|        | José Daniel Martín                      | Spanje           | Grandioso          | 69,043            | 39 Q | 69,286    | 29   |           |
|        | Mikaela Lindh                           | Finland          | Mas Guapo          | 70,729            | 26 Q | 69,016    | 30   |           |
|        | Jessica Michel                          | Frankrijk        | Riwera             | 70,410            | 28 Q | 68,810    | 31   |           |
|        | Patrick van der Meer                    | Nederland        | Uzzo               | 70,912            | 25 Q | 67,444    | 32   |           |
|        | Siril Helljesen                         | Noorwegen        | Dorina             | 69,985            | 31   |           |      |           |
|        | Lisbeth Seierskilde                     | Denemarken       | Raneur             | 69,863            | 32   |           |      |           |
|        | Anna Merveldt                           | Ierland          | Coryolano          | 69,772            | 33   |           |      |           |
|        | Renate Voglsang                         | Oostenrijk       | Fabriano           | 69,635            | 34   |           |      |           |
|        | Adrienne Lyle                           | Verenigde Staten | Wizard             | 69,468            | 35   |           |      |           |
|        | Beata Stremler                          | Polen            | Martini            | 69,422            | 36   |           |      |           |
|        | Lyndal Oatley                           | Australië        | Sandro Boy         | 69,377            | 37   |           |      |           |
|        | Katarzyna Milczarek                     | Polen            | Ekwador            | 69,271            | 38   |           |      |           |
|        | Hiroshi Hoketsu                         | Japan            | Whisper            | 68,739            | 40   |           |      |           |
|        | Jacqueline Brooks                       | Canada           | D'Niro             | 68,526            | 41   |           |      |           |
|        | Kristy Oatley                           | Australië        | Clive              | 68,222            | 42   |           |      |           |
|        | Mary Hanna                              | Australië        | Sancette           | 67,964            | 43   |           |      |           |
|        | Michał Rapcewicz                        | Polen            | Randon             | 66,915            | 45   |           |      |           |
|        | Svetlana Kiseliova                      | Oekraïne         | Parish             | 66,763            | 46   |           |      |           |
|        | Luiza de Almeida                        | Brazilië         | Pastor             | 65,866            | 47   |           |      |           |
|        | Louisa Hill                             | Nieuw-Zeeland    | Antonello          | 65,258            | 48   |           |      |           |
|        | Yassine Rahmouni                        | Marokko          | Floresco           | 64,453            | 49   |           |      |           |
|        | David Marcus                            | Canada           | Capital            | Gediskwalificeerd |      |           |      |           |

## Team
| Rang   | Naam                                                                            | Paard                            | GP score                        | GP score          | GPS score                          | GPS score                          | Totaal gemiddelde                  |
| Rang   | Naam                                                                            | Paard                            | Individueel gemiddelde          | Team Gemiddelde   | Individueel gemiddelde             | Team Gemiddelde                    | Totaal gemiddelde                  |
| ------ | ------------------------------------------------------------------------------- | -------------------------------- | ------------------------------- | ----------------- | ---------------------------------- | ---------------------------------- | ---------------------------------- |
| Goud   | Groot-Brittannië Carl Hester Laura Bechtolsheimer Charlotte Dujardin            | Uthopia Mistral Hojris Valegro   | 77.720 76.839 83.663            | 79.407            | 80.571 77.794 83.286               | 80.550                             | 79.979                             |
| Zilver | Duitsland Dorothee Schneider Kristina Sprehe Helen Langehanenberg               | Diva Royal Desperados Damon Hill | 76.277 79.119 81.140            | 78.845            | 77.571 76.254 78.937               | 77.587                             | 78.216                             |
| Brons  | Nederland Anky van Grunsven Edward Gal Adelinde Cornelissen                     | Salinero Undercover Parzival     | 73.343 75.395 81.687            | 76.809            | 74.794 75.556 81.968               | 77.439                             | 77.124                             |
| 4      | Denemarken Anne van Olst Anna Kasprzak Nathalie zu Sayn-Wittgenstein-Berleburg  | Clearwater Donnperignon Digby    | 71.322 75.289 74.924            | 73.845            | 72.016 73.794 75.730               | 73.847                             | 73.846                             |
| 5      | Zweden Minna Telde Tinne Vilhelmson-Silfvén Patrik Kittel                       | Santana Don Auriello Scandic     | 67.477 74.271 74.073            | 71.940            | 72.270 74.063 74.079               | 73.471                             | 72.706                             |
| 6      | Verenigde Staten Jan Ebeling Tina Konyot Steffen Peters                         | Rafalca Calecto V Ravel          | 70.243 70.456 77.705            | 72.801            | 69.302 70.651 76.254               | 72.069                             | 72.435                             |
| 7      | Spanje Jose Daniel Martin Dockx Morgan Barbancon Mestres Juan Manuel Munoz Diaz | Grandioso Painted Black Fuego    | 69.043 72.751 75.608            | 72.467            | 69.286 71.556 75.476               | 72.106                             | 72.287                             |
| 8      | Polen Michal Rapcewicz Beata Stremler Katarzyna Milczarek                       | Randon Martini Ekwador           | 66.915 69.422 69.271            | 68.536            | Niet geplaatst voor volgende ronde | Niet geplaatst voor volgende ronde | Niet geplaatst voor volgende ronde |
| 9      | Australië Kristy Oatley Lyndal Oatley Mary Hanna                                | Clive Sandro Boy Sancette        | 68.222 69.377 67.964            | 68.521            | Niet geplaatst voor volgende ronde | Niet geplaatst voor volgende ronde | Niet geplaatst voor volgende ronde |
| -      | Canada Jacqueline Brooks David Marcus Ashley Holzer                             | D’Niro Capital Breaking Dawn     | 68.526 gediskwalificeerd 71.809 | gediskwalificeerd | Niet geplaatst voor volgende ronde | Niet geplaatst voor volgende ronde | Niet geplaatst voor volgende ronde |